# Lista de canções não publicadas de Lana Del Rey

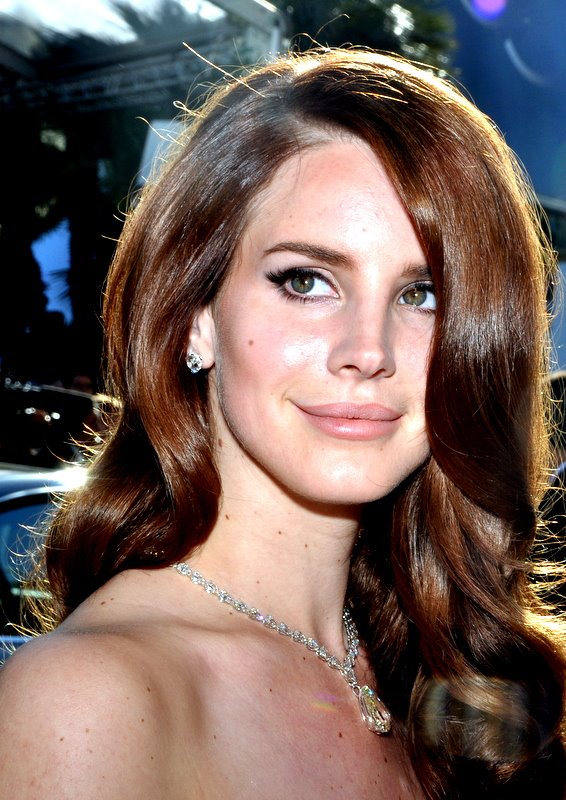
Lana Del Rey (foto de 2012) teve mais de 200 músicas vazadas online desde a sua ascensão em 2011.

Desde o início da sua carreira em 2005, a cantora e compositora estadunidense Lana Del Rey gravou inúmeras demos e até acabou gravações de estúdio sob uma série de nomes artísticos, incluindo Lizzy Grant, Sparkle Jump Rope Queen, May Jailer, e com a sua antiga banda, The Phenomena. Ao longo dos anos, muitas das suas faixas dessas sessões vazaram pela internet, com Del Rey aumentando ainda mais a popularidade de canções como "Serial Killer" e "You Can Be the Boss" através das suas apresentações ao vivo. Del Rey lançou onze destas canções oficialmente num álbum, "Black Beauty" no Ultraviolence em 2014, "Beautiful People Beautiful Problems" no Lust for Life em 2017, "The Next Best American Record" e "California" no Norman Fucking Rockwell! em 2019, "Yosemite" no Chemtrails over the Country Club em 2021 e "Cherry Blossom", "Dealer", "If You Lie Down with Me", "Living Legend", "Nectar of the Gods" e "Thunder" no Blue Banisters também em 2021. Embora ela tenha reutilizado algumas das suas canções antigas para trilhas sonoras de filmes, como "Elvis" para The King (2018), "Life is Beautiful" para The Age of Adaline e "I Can Fly" para Big Eyes, enquanto a sua única canção a ser regravada por outro artista foi "Ghetto Baby", na voz da artista musical britânica Cheryl Cole.
Del Rey afirmou em 2017 durante um espetáculo que pretendia lançar uma coleção com "25 das [suas canções vazadas] favoritas".  Numa transmissão ao vivo em julho do mesmo ano, Del Rey disse que queria lançar "TV in Black & White", "Us Against the World", "I Caught You Boy", "On Our Way", "Trash Magic", "Hollywood's Dead" e "Hollywood". Quando questionada sobre a inclusão da sua canção "Kill Kill", Del Rey, brincando, respondeu que "isso é engraçado".

## 2005–09: primeiras gravações e pseudónimos

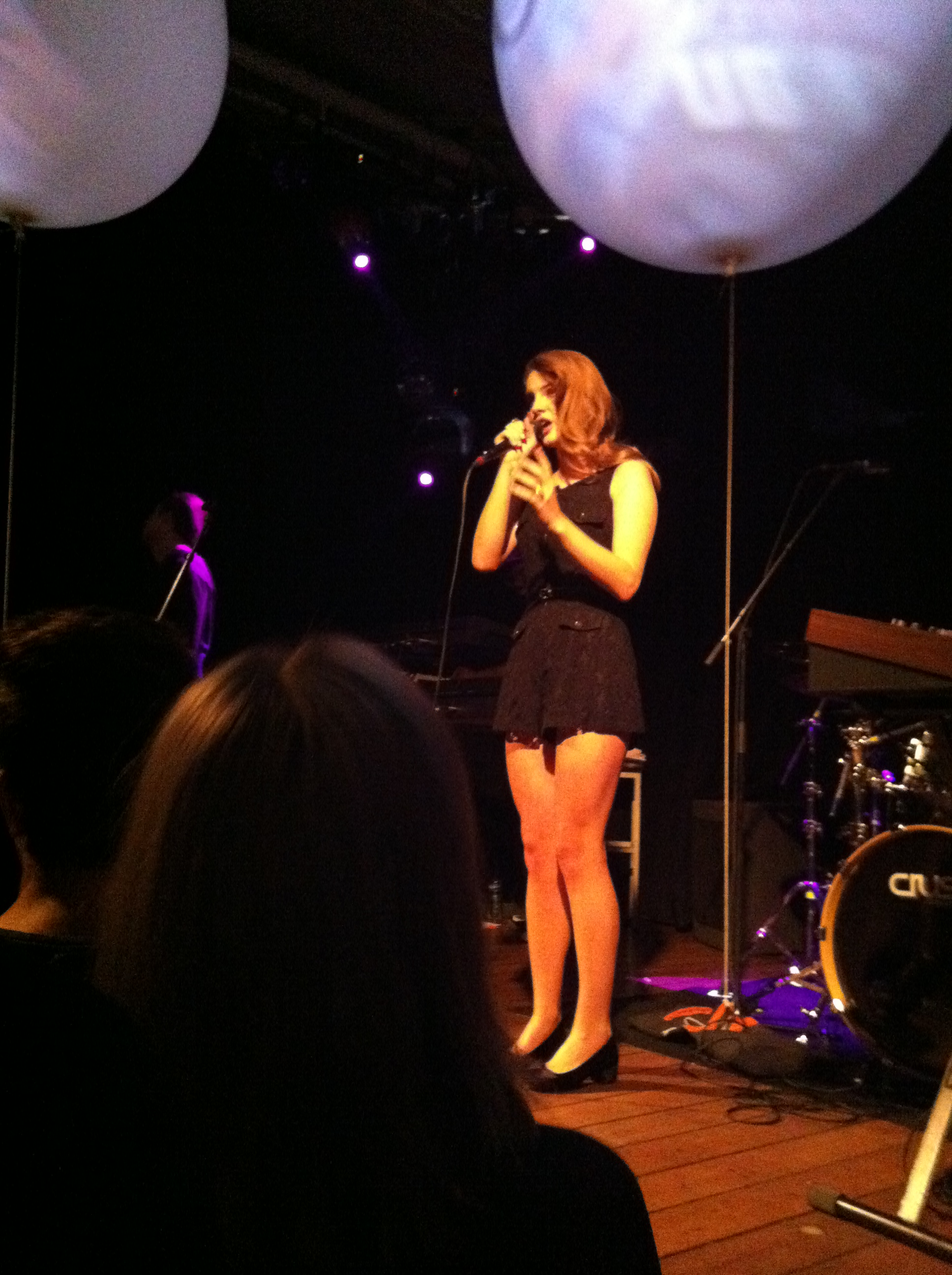
Del Rey se apresentando no Paradiso em Amsterdam em 2011

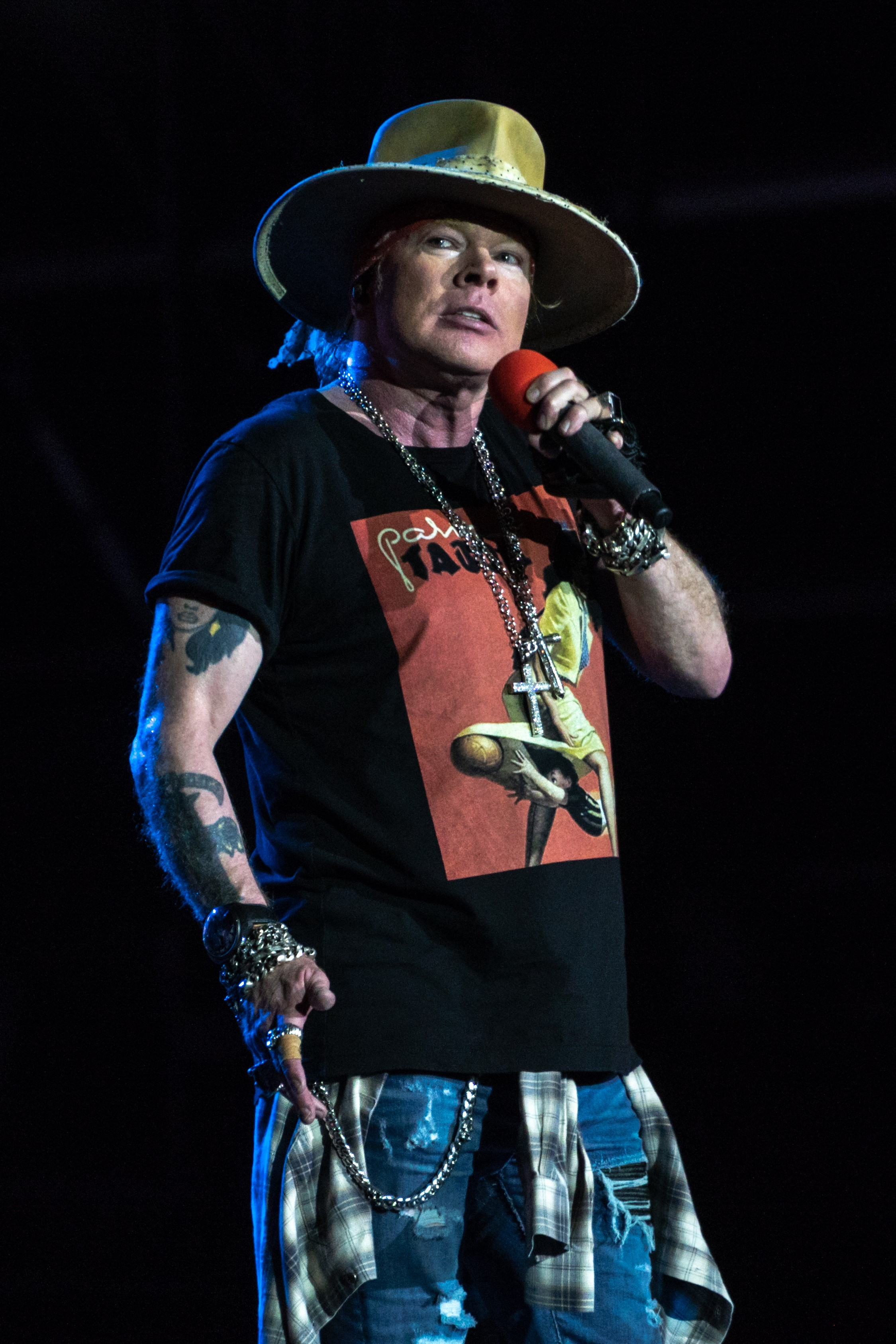
"Axl Rose Husband" foi escrita por Del Rey sobre o vocalista dos Guns N' Roses, Axl Rose.

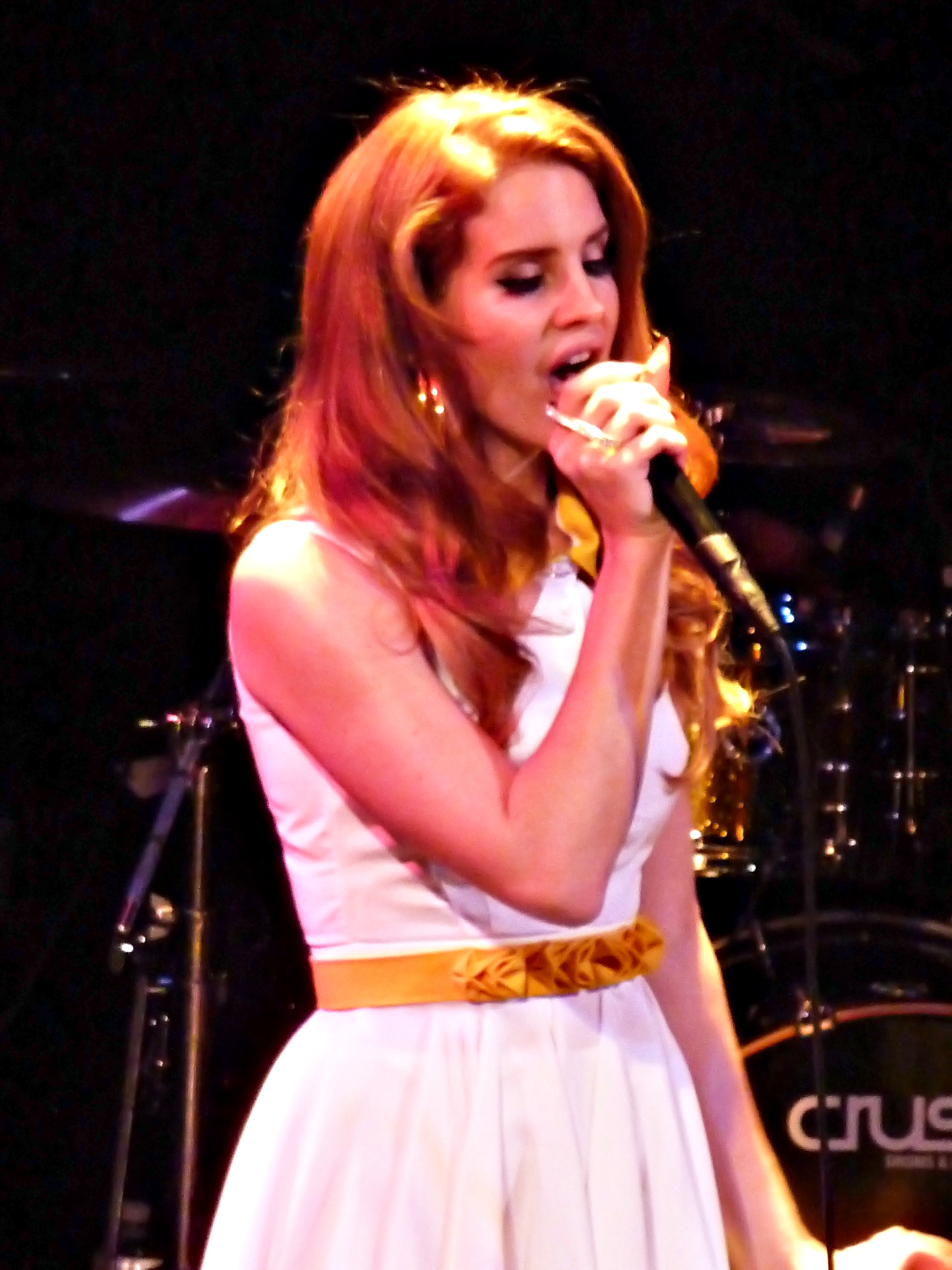
Del Rey se apresentando no Bowery Ballroom em 2011

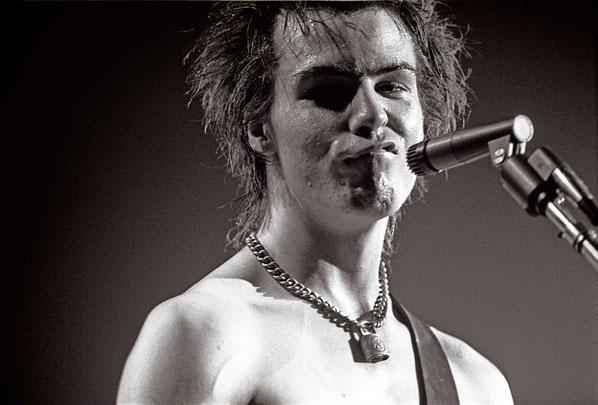
Del Rey faz referência ao músico de rock Sid Vicious (na foto) em várias canções, incluindo "Backfire", "Never Let Me Go" e "Hollywood's Dead".

### Como Lizzy Grant

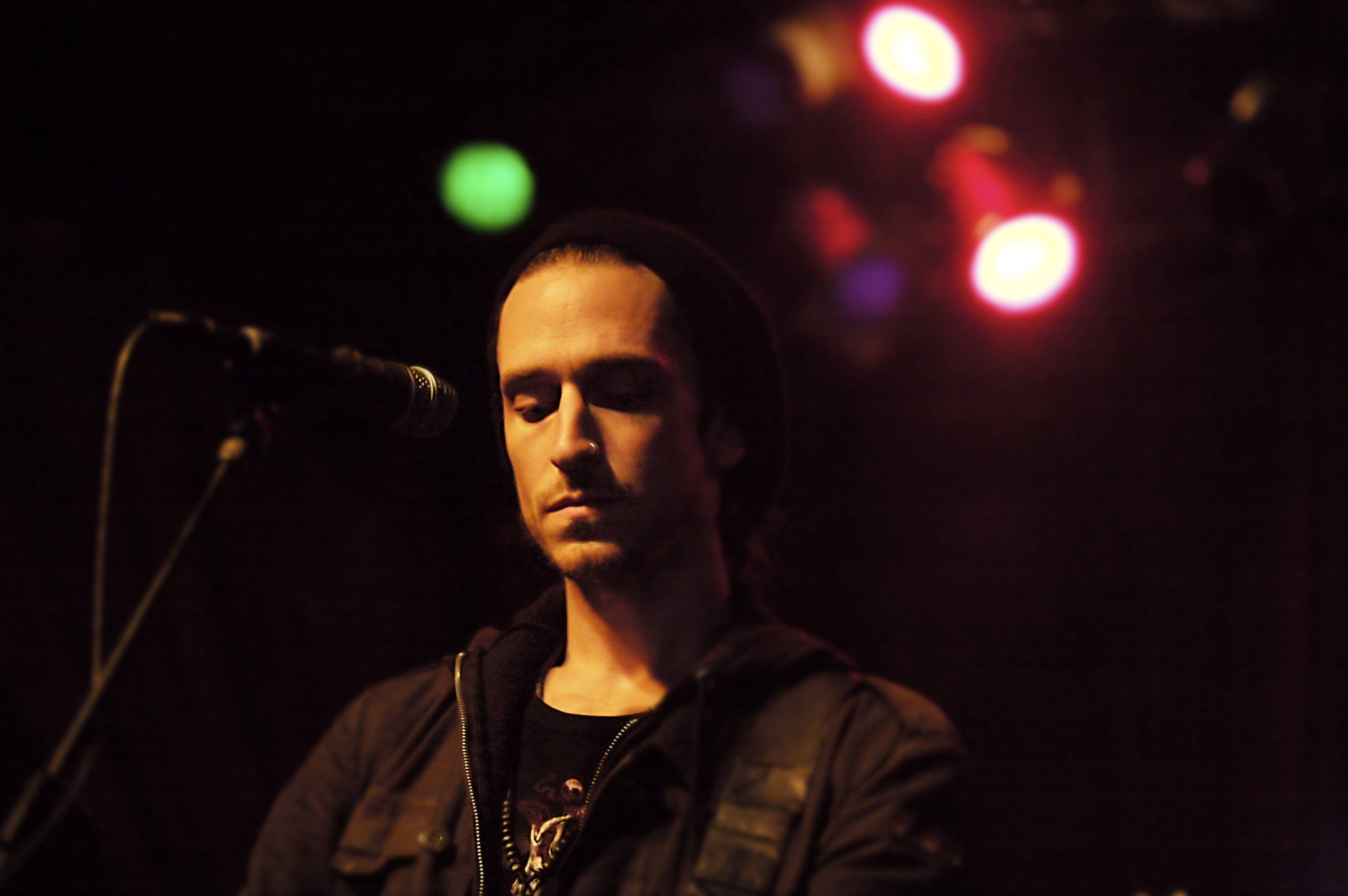
A canção "Jimmy Gnecco" foi escrita sobre o músico de mesmo nome.

### Como Sparkle Jump Rope Queen

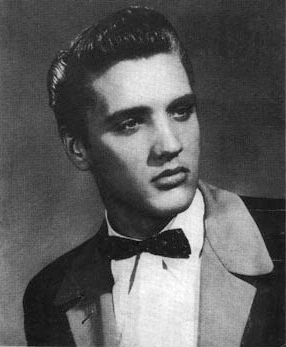
Del Rey cantou sobre Elvis Presley (na foto) oito vezes, principalmente nas suas canções "Body Electric", "American" e na inédita "Elvis".

## 2011-12: gravações de demonstração enquanto Lana Del Rey

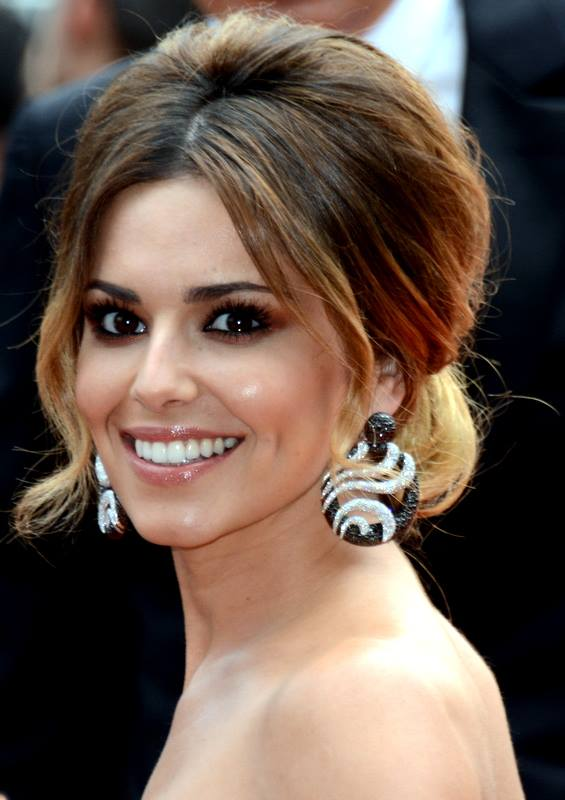
Del Rey escreveu "Ghetto Baby" para o álbum de Cheryl, A Million Lights.

## Canções descartadas

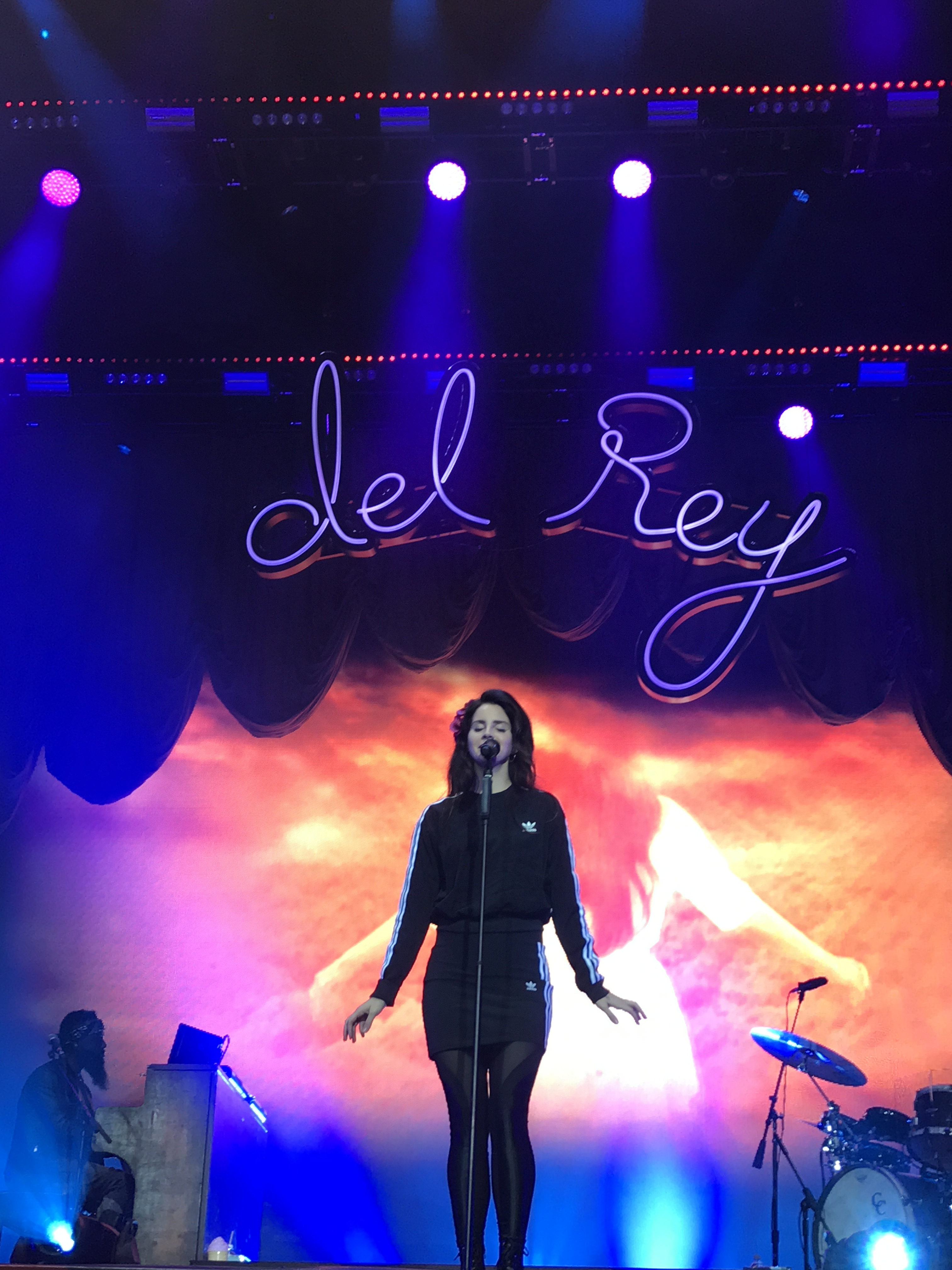
Del Rey se apresentando no Flow Festival em 2017

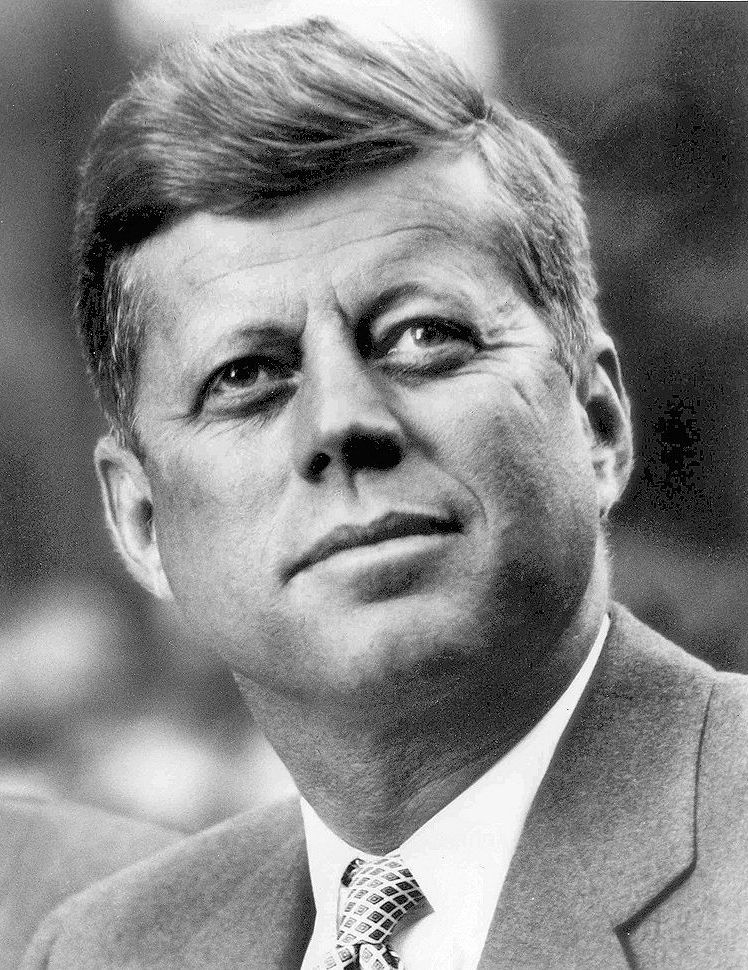
A canção de amor "JFK" foi escrita em referência à "personalidade suave" do falecido presidente, John F. Kennedy.

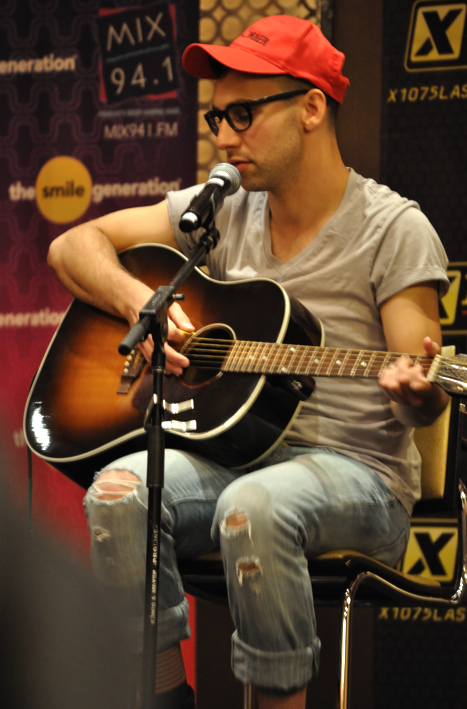
Jack Antonoff (na foto) produziu o sexto álbum de estúdio de Del Rey, Norman Fucking Rockwell.